# Aeroportul Kampong Chhnang
Aeroportul Kampong Chhnang (IATA: KZC, ICAO: VDKH) este un aeroport din Kampong Chhnang Province⁠(d), Cambodgia ce deservește zona Kampong Chhnang. A fost numit după zona deservită.
Situat la o altitudine de 17 m, aeroportul dispune de 1 pistă.

## Infrastructură

### Piste
Aeroportul dispune de o singură pistă. Pista are orientarea 18/36. 